# Моислав
Моислав (Маслав, Мацлав, реже Мойслав, Мислав и Мечислав) — князь Мазовии. Польские источники писали, что до того как стать правителем Мазовии он был виночерпием (иначе кравчим, чашником) Мешко II. А после смерти Мешко II в 1034 году попытался создать в Мазовии независимое владение. Но вынужденный сражаться с разными противниками в 1047 году проиграл Казимиру I поддержанному Ярославом Мудрым и погиб.

## Предшествующие события
Болеслав Храбрый вёл активную внешнюю политику воюя со всеми соседями. После его смерти Мешко II вступил в конфликт как с братьями Беспримом, Оттоном и Дитрихом, так и соседними странами. И хотя Мешко II смог остаться королём, но Польша утратила часть Поморья, лужицкую и мильчанские земли, Моравию, Словакию, Червенские города После смерти в 1034 году Мешко II Польшу охватило восстание. Причины и ход восстания источники и исследователи объясняют, характеризуют и описывают по-разному. Например в советской историографии «антифеодальное крестьянское восстание 1037—1038 годов» описывалось как «борьба против закрепощения и феодального угнетения» сопровождавшаяся возвращением к дохристианской религии. Притом Большая советская энциклопедия 1 редакции именовала Маслава (Мечислава) лидером этого восстания.
Ян Длугош в XV веке выстраивал события по-иному. Вначале «бароны и рыцари» воспротивились введению новых налогов и пытались ограничить власть королевы Риксы. Потом они вступили в междоусобицы истребив друг друга «и на их место пришли простые люди рабского звания, ибо гражданские войны придали им дерзости». «Великая хроника о Польше, Руси и их соседях» эти события относила к правлению Болеслава Забытого и причиной междоусобицы называла свирепость и преступность этого князя.
В результате этих событий от Польши отпали восточное Поморье, Мазовия, а в 1038 году Чехия захватила Силезию. Вернувшийся около 1039 года Казимир I получил лишь власть над Малой и Великой Польшей, а остальные земли включая Мазовию были независимы. Казимир планировал вернуть утраченные при Мешко II земли с чем были не согласны правители Поморья, Мазовии и Чехии.

## Личность мазовецкого правителя
Галл Аноним живший в XI—XII веке именовал правителя Мазовии Мецлав (Miecław), называя его «виночерпием и слугой» Мешко II ставшему во главе мазовшан как их князь по своему собственному убеждению.
В. Калдубек живший в XII—XIII в своей хронике именовал Моислава — Маслав (Masław). И утверждал, что тот при Мешко II был «pincerna et minister» (чашник) и происходил «… de sordido famulatii genere» («… из низкого рода прислуги»). Часть источников, писателей  и исследователей  поддерживали идею Кадлубека другие считали, что его звали «Мечислав — Мешко» («Miecislaw — Mieclaw — Mieszko») и он мог принадлежать к Пястам или допястовским правителям
Русские летописи не писали о происхождении Моислава, но именовали его князем .
Ян Длугош называл его не только представителем знати и королевским виночерпием, но и любимцем короля Мешко II. Который после смерти короля провозгласил себя «князем Плоцким».
Иван Линниченко и Карпов вслед за Кадлубеком называли Моислава незнатным человеком.
«Большая советская энциклопедия» в 1938 году называла его придворным короля Мешко II и руководителем восстания.
Б. Влодарский рассматривал Моислава как знатнейшего феодала и приближенного Мешко II.
Б. Кржемиенска отвергая идею Кадлубека о низком происхождении правителя выводила имя Masław из Miecisława. Считая, что правитель принадлежал к верхушке польской знати. А пассаж Кадлубека был вызван не столько констатацией происхождения Моислава, а скорее желанием указать провинциальному родственнику (возможно из боковой ветви Пястов) на «его место». Так как в другом месте Кадлубек ставит в заслугу Казимиру, что тот изгнал негодных князей и восстановил самовластие.
А. С. Кибинь писал, что в Мазовии Мецлав был местным правителем.

## Правление
Галл Аноним писал, что в условиях смуты поразившей государство Пястов обезлюдело, а такие города как Гнезно и Познань стали прибежищем зверей. Многие люди спасаясь от «мятежа своих слуг» бежали за Вислу в Мазовию Это по словам привело к тому, что «Мазовия в это время была настолько многолюдна от ранее бежавших туда поляков, что полей не хватало для земледельцев, пастбищ — для скота и сел — для жителей». В такой ситуации Моислав отказался «повиноваться Казимиру», то есть признавать его власть над собой. Кто-то из исследователей рассматривал это как проявление сепаратизма, кто-то как стремление объединить Польшу вокруг государство Моислава.
«Великая хроника о Польше, Руси и их соседях» писала, что Моислав смог стать правителем Мазовии так как знатных людей этой области дарами или угрозами «принудил к послушанию».
Ян Длугош описывая события 1040 года во многом повторял сведения Галла Анонима, о запустении Польши и о бегстве людей. Но у него были и отличия. По Длугошу мазовецкий правитель в 1040(но не 1036 году) назван главным виновником изгнания Риксы и Казимира. И как самый знатный облачился в пурпур. Привечая в «Плоцкой земле» (Мазовии) всех беглецов из Польши. Но кроме них по словам Длугоша он привечал тех кто «жаден до грабежей и добычи, или горячо стремился к власти»
В. Д. Королюк писал, что Мазовия не была затронута ни антихристианским восстанием, ни прочими беспорядками. Он это связывал с тем, что церковь не успела себя проявить И у местной знати было больше ресурсов, чтобы перехватить и удержать власть. Поэтому в эту область от восставших и бежали «попы» и «бояре»
Б. Кржемиенска допускала, что Моислав мог укрепится в Мазовии во времена Бесприма.
Б.Влодарский считал, что Моислав опираясь на поморские племена, ятвягов и литву препятствовал русскому проникновению в Прибалтику. А. С. Кибинь ссылаясь на Я. Тышкевича писал, что западная часть Понеманья стала периферией Мазовии. На территории городищ Индура и Муравельник найдена керамика X — первой половины XI века, выполненная в мазовецкой традиции

## Войны с Казимиром I и Русью
Так как государство Казимира I было слабее государства Моислава Пяст пошёл на союз с Русью которую также беспокоило усиление Мазовии.
Источники и вслед за ними исследователи указывали на несколько столкновений Казимира и Моислава и насчитывали от двух до четырёх русских походов. При этом называли разные даты и разную хронологию
Галл Аноним поход на Моислава помещал после брака с русской княжной. Сам описывал без подробностей, называя лишь что Казимир I возглавляя «три полка» на крутом берегу реки одержал победу победа над «тридцатью полками» Моислава. А сразу после этого над четырёхкратно превосходившими его войско померанами которые шли на помощь Моиславу. «Великая хроника…» не конкретизируя ход войны утверждала, что на стороне Моислава сражались «даки, геты или пруссы и русские». Потерпев поражение он бежал к пруссам где и нашел смерть.
Русские летописи писали о заключенном союзе и участии русского войска на стороне Казимира и против союзников Моислава.
В Лаврентьевской и Ипатьевской летописях говорилось, что зимой 6546 (1038) года Ярослав ходил на ятвягов. В 6548 (1040) ходил на Литву. В 6549 (1041) на ладьях ходил на мазовшан. В 6551 (1043) году. Ярослав выдал сестру за Казимира. В 6555 (1047) год ходил в Мазовию которую покорил Казимиру. В Софийской первой летописи говорилось, что зимой 6546 (1038) года Ярослав неудачно ходил на ятвягов. В 6549 (1041) на ладьях ходил на Мазовию. Осенью 6551 (1043) года Ярослав выдал сестру за Казимира, которого в тот год обидел Моислав. Ярослав ходил «двожды на Мозившанах в лодиях». В 6555 (1047) году Ярослав третий раз пошел на мазовшан и убил Моислава, покорив Мазовию для Казимира Новгородская первая летопись младшего извода писала 6552 (1044) год поход на литву, 6555 (1047) год поход на мазовшан и их покорение. В Новгородской четвёртой летописи говорилось, что зимой 6546 (1038) года Ярослав неудачно ходил на ятвягов. В 6549 (1041) году на ладьях ходил на Мазовию. Ярослав выдал сестру за Казимира, которого в тот год обидел Моислав. Ярослав ходил «двожды на Мозившанах в лодиях». В 6555 (1047) году Ярослав третий раз пошел на мазовшан и убил Моислава, покорив Мазовию для Казимира
Ян Длугош первый поход Ярослава Мудрого в Мазовию датировал 1038 годом. Возвращение Казимира и брак его с сестрой Ярослава 1041 годом Войну с Моиславом он описывал более подробно. По хронике (писавшего в XV веке и опиравшегося на польские архивы) Длугоша в 1042 году Казимир с Ярославом разбили Моислава и поддержавших того пруссов, после чего вернули Мазовию Польше. Моислав бежал к пруссам. В 1043 году получив новое войско у пруссов, ятвягов, злиньцев и иных союзников Моислав вторгся в Мазовию, возобновив войну. Битву между двумя войсками Длугош помещал на реку Висла. После поражения в этой битве Моислав потерявший «15.000» убитыми и «2.000» ранеными бежал к пруссам где был убит
Историки XIX—XXI вслед за источниками и ранними авторами также по разному описывали этот конфликт.
Так живший в начале XIX веке Бандтке утверждал, что Казимир покорил Мазовию уже в 1042 году. А живший в конце этого же века Бобржинский, что война с Мазовией длилась 6 лет и что победу Казимир одержал лишь в 1047 году.
Большая советская энциклопедия в 1938 году писала о двух столкновениях: 1042 года — после которого «Маслав (Мечмслав)» бежал к пруссам. И 1046 когда он собрав войска пруссов, ятвягов, литвы вторгся в Мазовию, где был разбми м погмб.
Королюк в 1950-е годы выстраивал такую хронологию: в 1038 году неудачный поход Ярослава на ятвягов. 1038/1039 год заключение русско-польского союза и брака Казимира и сестры Ярослава. 1039 год возможный поход Ярослава на Мазовию 1040 год поход Ярослава на литву. В 1041 и 1043 годы походы Ярослава на Мазовию. Война закончилась в 1047 году.
А Б.Влодарский допускал, что именно союз Моислава с балтийскими племенами был причиной неудачных похода Ярослава на ятвягов в 1038 году, и похода на литву в 1040 году. Поэтому Ярослав искал союзника на западе. Отправил в 1040 посольство к императору Генриху III. Вместе с которым организовал возвращения Казимира в начале 1041 года. Не дожидаясь укрепления того в Польше Ярослав в 1041 году совершил поход на Мазовию. С этим связано появление на Буге Дрогичина западнее которого от Бреста (по мнению Влодарского) Ярослав передвинул мазовецко-русскую границу. Но желая большего Ярослав в конце 1041 года заключил союз с Казимиром. Б. Влодарский, считал что было три похода Ярослава на Мазовию (1041, 1043 и 1047 годов) и лишь объединительный поход Казимира и Ярослава в 1047 году (где ведущую роль польский историк отводил русским войскам) закончилась окончательной победой над Моиславом. Б. Кржемиенска считала, что было два русских похода 1041 года на ладьях и 1047 года
В.Т Пашуто в 1968 году возвращение Казимира в Польшу датировал 1039 годом, брак 1040 годом. Считал, что было три похода русских войск на Мазовию: 1041 года на ладьях по Бугу, 1043 года и 1047 года
А. Б. Головко в 1988 году сопоставляя работы предшественников и источники, считал, что польско-русский союз против Мазовии был заключен в середине 1038 года, осенью 1038 заключен брак. 1038 поход Ярослава на ятвягов. В начале 1039 года возвращение Казимира в Польшу. 1041 году русский поход на Мазовию, в котором по мнению Головко поляки не принимали участие, так как у них были проблемы с Чехией, но в ниг мог принять участие Брячислав Полоцкий. Похода 1043 года не было вовсе, так как у руси возникли проблемы с Византией. 1047 год русско-польский поход на Мазовию
А.Карпов поход на ятвягов датировал зимой 1038—1039 годов. Союз с Казимиром и брак того с сестрой Ярослава датировал началом 1039 годом В 1040 году состоялся поход на Литву, который А.Карпов увязывал со смертью легендарного Куноса, но считал, что окончательно одержать победу над литвой Ярослав смог лишь в 1044 году. В 1041 году состоялся совместный польско-русский поход в Мазовию. Потом был походы 1043 года  и 1047 года. Последний закончился победой Казимира и Ярослава.
А. С. Кибинь считал, что русско-польский союз был заключен в 1038 году. После этого в 1038 году Ярослав удачно ходил на ятвягов. В 1040 году на Литву и несколько раз на Мазовию победив его в 1047 году

## Смерть
Источники и исследователи дают два варианта гибели Моислава (Маслава, Мечислава): смерть в бою и повешение. Большинство авторов XIX—XXI веков или не уточняют обстоятельства смерти или излагают обе версии.

### Смерть в бою
Галл Аноним писал, что Маслав погиб в бою с войском Казимира.
Её называл А.Кибинь

### Повешение
«Великая хроника…» писала, что после поражения Мечислав бежал к пруссам. И пруссы недовольные гибелью своих соплеменников пленили его и прибили к виселице. Эту версию излагал и Длугош. Он дополнил её написав, что Маслава перед смертью всячески пытали, а виселицу расположили на самом высоком холме
Эту версию излагали польские историки XIX века.

## Легендарное потомство
Ближайшие к Моиславу источники не сообщают о его потомках.
И. В. Дьяконов в комментариях к Длугошу со ссылкой на С. Кентшиньского и Й. Беняка писал, что Маслава своим предком считал род Долива.
И. Л. Похилевич описывая Киевскую губернию сообщал, что у села Лютеж было урочище Холмы с валами и рвами. По данным местных жителей это остатки города Маслав уничтоженного при монгольском нашествии. А город появился после того как Ярослав Владимирович Мудрый выселил под Киев детей Моислава (Маслава)

## Комментарии
1. ↑  Ипатьевская летопись датировала это 6555 (1047) годом[1]; Длугош помещал это событие под 1043 годом[2]; Большая советская энциклопедия в 1938 году указывала 1046 год[3]; современные авторы указывают 1047[4]
2. ↑   В русских летописях упоминается как Моислав, в польских пол. Maslaus, пол. Moislaus, пол. Mojsław, пол. Miecław http://www.poczet.com/mieclaw.htm
3. ↑  В. Королюк указывал, что в  русской летописи это указано под 1030 годом связав это со смертью не Мешко, а его более известного отца Болеслава: "В лѣт̑. ҂s҃ . . ф҃ . . л҃и . [6538 (1030)]... в се же времѧ оумре А Болеславу Великому в Лѧхѣхъ  и быс̑ мѧтежь великъ в Лѧдьскои земли и вьставше людьє избиша єпс̑пы и попы и боӕры своӕ и быс̑ мѧтежь вь нихъ"[6]
4. ↑  По другой версии это произошло в конце 1038 года[11], по мнению  Б. Влодарского лишь в 1041 году[12]
5. ↑  например Юзеф Крашевский повесть «Маслав»
6. ↑  например А Карпов в книге «Ярослав Мудрый» Глава 10 стр. 333 называет лишь одну эту версию
7. ↑  Ипатьевкая летопись: «В лѣт̑ . ҂s҃ . ф҃ . н҃е . [6555 (1047)] Ӕрославъ иде на Мазовшаны . и побѣдı ӕ и кнѧзѧ ихъ оуби . Моислава и покори ӕ Казимеру» [17]
8. ↑  Kazimierz więc, przywrócony ojczyźnie za staraniem tych mężów, wydziera ojczyznę z rąk wrogów, usuwa zewsząd samozwańcze władze, dokoła z poszczególnych prowincji wypędza niegodnych książąt i przywraca należne posłuszeństwo.
9. ↑  Как сравнительно недавно Пястам удалось оттеснить Попелидов и другие роды и объединить страну вокруг себя[27]
10. ↑  В летописях брак Казимира и сестры Ярослава датируют тем же годом, что и что и поход русских на Византию
11. ↑  Одни исследователи трактуют это как два похода в 1043 году другие как один второй поход
12. ↑  Одни исследователи трактуют это как два похода в этом году другие как один второй поход
13. ↑  Дьяконов И. В. комментировавший Длугоша писал, что иные источники пишут о "городе Остров", о реке Варте, о Острове на реке Буг, а Польско-Силезская хроника утверждала, что на месте битвы была основана Познань
14. ↑  Его он тоже счёл скорее неудачным для Ярослава
15. ↑  В подтверждение этого он ссылался на данные "Саксонского анналиста" и "Рочника Красинских"  датировавших рождение Болеслава (сына Казимира и племянника Ярослава) 1039 годом
16. ↑  Входивших в состав державы Владимира Святославича, затем Болеслава Храброго и освободившихся после начала кризиса в Польше
17. ↑  Указывая, что в Хлебниковском списке Ипатьевской летописи и Летописце Перяславля Суздальского писали о победе, а в более близких к источникам Новгородским летописям писали о неудаче ятвяжского похода. А также то что В.Татищев пытался оба варианта согласовать
18. ↑  А Карпов ссылаясь на "Саксонского анналиста" писавшего: "В это время Казимир, сын польского князя Мешко, вернулся на родину, охотно был принят поляками и, взяв в жёны дочь русского короля, произвёл на свет 2-х сыновей – Владислава и Болеслава"[52] скорректировал его отнеся брак Казимира и рождение Владислава на 1039, а рождение Болеслава на 1040 год. Ссылаясь на оборот "в си же времена" посчитал датировку брака летописями 1041 и 1043 примерным[53].
19. ↑  В дате которого у А.Карпова были сомнения